# 링: 라센
링: 라센(Rasen)은 1998년 개봉한 일본의 공포 영화이다.

## 출연

### 주연
- 사토 코이치
- 사나다 히로유키

### 조연
- 나카타니 미키
- 사에키 히나코
- 마츠시마 나나코

## 기타
- 원작자: 스즈키 코지
- 미술: 사이토 이와오